# Domenico Illuzzi
Domenico Illuzzi est un joueur international italien de rink hockey né en 1989. Il évolue, en 2015, au sein du Amatori Lodi.

## Palmarès
En 2015, il participe au championnat du monde de rink hockey en France.